# Admir Ćatović
Admir Ćatović (Gacko, 5 settembre 1987) è un calciatore e giocatore di calcio a 5 svedese, attaccante dell'Assyriska.